# Isereus
Isereus es un género de escarabajos de la familia Leiodidae.

## Especies
Se reconocen las siguientes:
- Isereus colasi
- Isereus giordani
- Isereus serullazi
- Isereus xambeui